# Giovanni Battista Rubini
Giovanni Battista Rubini (Romano di Lombardia, Itàlia 7 d'abril de 1795 - 3 de març de 1854) fou un tenor italià.
Destinat a la música des de la seva infància, primer va haver de guanyar-se la vida com a nen de cor i després com a corista d'òpera i partiquí, fins que el 1816 tingué la sort de conèixer el cèlebre empresari Domenico Barbaia, que el contractà per al teatre de Nàpols per 5.000 lires per any. El jove tenor aconseguí tal èxit que l'empresari es va veure obligat a augmentar-li el sou fins a 60.000 lires.
Rubini amb la seva veu portentosa, assolí a popularitzar les òperes de Gioacchino Rossini i Vincenzo Bellini. Aquest últim va escriure per a ell La sonnambula i Il pirata. El 1831 acabà el seu contracte amb Barbaia, i des d'aquella data fins al 1843 canta de forma alterna a París i Londres, sempre amb èxit creixent.
Després donà, en companyia de Franz Liszt, una sèrie de concerts per Països Baixos i Alemanya i més tard es dirigí a Sant Petersburg, on cantà al costat del tenor espanyol Pedro María Unanue. I on causà l'admiració de l'emperador, que l'anomenà director general de cant i coronel de l'Exèrcit.
En la plenitud de les seves facultats, i en possessió d'una considerable fortuna, abandonà el teatre, retirant-se a un castell de la seva propietat, al lloc on va néixer, i on va morir.